# Sigurður Jónsson (phycologue)
Pour les articles homonymes, voir Sigurður Jónsson et Jónsson.
Sigurður Jónsson est un phycologue islandais né le 25 mars 1926 à Reykjavik en Islande et mort le 14 juin 2007 à Ganges dans l'Hérault en France.
En 1959, Sigurður Jónsson a montré que le cycle biologique de certaines Ulvophyceae comme celles du genre Acrosiphonia était hétéromorphe. La forme la mieux visible est la phase haploïde, alors que la phase diploïde est une forme plus discrète, endophyte d'algues rouges et autrefois décrite comme appartenant au genre Codiolum.